# Heleioporus eyrei
A Heleioporus eyrei a kétéltűek (Amphibia) osztályának békák (Anura) rendjébe, a mocsárjáróbéka-félék (Limnodynastidae) családjába, azon belül a Heleioporus nembe tartozó faj.

## Nevének eredete
Nevét Edward John Eyre felfedező tiszteletére kapta. Eyre volt az első fehér ember, aki 1841-ben átkelt a Nullarbor-síkságon.

## Előfordulása
Ausztrália endemikus faja. Az ország Nyugat-Ausztrália államának a Darling-hegyvonulatig húzódó óceánparti síkságain honos. Elterjedési területének határai északon Geraldton, keleten Esperance városok. Elterjedési területének mérete körülbelül 92 000 km².

## Megjelenése
Közepes méretű békafaj: a hímek mérete elérheti a 6,6 cm-t, a nőstényeké a 6,3 cm-t. Alakja kerekded, feje nagy méretű, nagy szemei kidülledők. Hátának bőre barna színű, fehér, szürke vagy sárga márványos mintázattal, hasi oldala fehér. Karjai és lábai egy ásóbékához mérten viszonylag rövidek. A Heleioporus nem többi fajától eltérően, hímjének első ujján, a belső oldalon nem találhatók hüvelykkinövések. 

## Életmódja
Élőhelye homokos talajú mocsaras vidék, ahol a talajba ásott üregekben rejtőzködik a ragadozók elől, az üreg egyben védi a kiszáradástól is. A hímek az üregekből hívják énekükkel a nőstényeket, az amplexus az üregekben történik. A nőstény az üreg aljára 80–500 petét helyez el habágyba. A kifejlődés a habágyon belül megy végbe, a kikelés akkor következik be, amikor az üreget az esővíz elárasztja. Az ebihalak szokásos vízi átalakuláson mennek át.

## Természetvédelmi helyzete
A vörös lista a nem fenyegetett fajok között tartja nyilván. Elterjedési tartományán belül több védett terület is található.